# Erol Alkan (Fußballspieler)
Erol Erdal Alkan (* 16. Februar 1994 in Amsterdam) ist ein niederländisch-türkischer Fußballspieler.

## Karriere
Alkan kam als Sohn eines türkischstämmigen Vaters und einer surinamischstämmigen Mutter in Amsterdam auf die Welt. Seine Vereinsfußballkarriere begann er 1999 beim Amateurverein AVV Zeeburgia. Später durchlief er die Jugendabteilungen von Ajax Amsterdam, SC Heerenveen und Galatasaray Niederlande.
Im November 2012 wechselte er zur Reservemannschaft vom türkischen Erstligisten Istanbul Büyükşehir Belediyespor. Nach einem Jahr heuerte er bei der Reservemannschaft von Sanica Boru Elazığspor an. Im Frühjahr 2014 wurde er vom neuen Cheftrainer Okan Buruk in die Profimannschaft aufgenommen und gab in der Pokalbegegnung vom 15. Januar 2014 gegen Medical Park Antalyaspor sein Profidebüt.
Nachdem er nach dem Aufstieg bei Aydınspor 1923 geblieben war, wechselte er zur nächsten Rückrunde zum Erstligisten Çaykur Rizespor. Nachdem der Verein zum Saisonende 2013/14 den Klassenerhalt verfehlt hatte, löste er seinen Vertrag mit Alkan auf.

## Erfolge
Mit Aydınspor 1923
- Meister der TFF 3. Lig und Aufstieg in die TFF 2. Lig: 2012/13